# Fortunas Tochter
Fortunas Tochter ist ein (ins Deutsche übersetzter) Roman von Isabel Allende über eine junge Chilenin, die im „Wilden Westen“ auf der Suche nach ihrem Geliebten zu sich selbst findet. Der Roman führte um die Jahrtausendwende die deutschen Bestsellerlisten an.

## Thema
Die schwangere Heldin folgt ihrem entflohenen Freund ins Kalifornien des Goldrausches. Nach einer Fehlgeburt schlägt sie sich in Männerkleidern durch eine gerade im Entstehen befindliche „Zivilisation“. Erkennend, dass ihr Freund sich um Kopf und Kragen gebracht hat, wird ihr zugleich klar, dass sie sich schon lange ein eigenes Leben geschaffen hat. Es handelt sich um ein weitverzweigtes Familien- und Geschichtsepos.

## Kurzinhalt
Die unverheiratete Schwester des Leiters der englischen Handelsniederlassung in Valparaíso nimmt sich eines weiblichen Findlings an. Das Mädchen aber zeigt wenig Veranlagung zur Gesellschaftsdame und verliert vorzeitig die Unschuld an einen radikal denkenden, aber mittellosen jungen Angestellten ihres Onkels, der dem Lockruf des Goldes nach Kalifornien erliegt. Sie folgt ihm als blinde Passagierin, unterstützt vom ehemaligen Schiffskoch des zweiten Bruders ihrer Adoptivmutter, einem Chinesen und verwitweten Heilpraktiker. Er hilft ihr über eine Fehlgeburt hinweg und begleitet sie zunächst – selbst auf Glücksuche – ins Innere des Goldgräberlandes, wo Eliza sich schließlich, als junger Mann verkleidet, alleine durchschlägt. Von ihrem Geliebten heißt es bald, dass er Anführer einer räuberischen Rebellentruppe geworden sein soll. Eliza findet zurück zu ihrem chinesischen Vertrauten, der in San Francisco Sozialarbeit leistet. Die Nachricht trifft ein, dass der Anführer der räuberischen Rebellentruppe von den Autoritäten getötet und enthauptet worden sei. Mit dem chinesischen Arzt geht Eliza sich den ausgestellten Kopf anschauen. Als der Arzt sie fragt, ob sie ihren Geliebten darin wiedererkenne, erwidert sie ihm, ohne seine Hand loszulassen, dass sie jetzt frei sei.

## Handlung
Chile 1843: Ein weibliches Baby wird auf der Schwelle der Villa des Leiters der englischen Handelsniederlassung in Valparaíso gefunden. Die unverheiratete Schwester des Junggesellen nimmt sich des Findlings an; nach einem Fehltritt in England kann sie nicht mehr auf eine angemessene Heirat mit eigenen Kindern hoffen. Die Anträge eines schwärmerischen Missionars wehrt sie ab und widmet sich der Aufzucht ihrer Adoptivtochter Eliza. Die allerdings zeigt wenig Veranlagung zur Gesellschaftsdame. So sieht es auch die einheimische Köchin der Herrschaften und Vertraute des Mädchens, deren Wahrsagerin in Eliza eher eine bedingungslos Liebende heranwachsen sieht – in ihrer Wildheit nicht unähnlich der befreundeten Tochter eines Großgrundbesitzers, die auf Vermittlung des Missionars mit einem neureichen Minenbesitzer durchbrennt. Während der von der Adoptivmutter ausersehene Hochzeitskandidat sich in diese selbst statt ihres Mündels verliebt, verliert Eliza ihre Unschuld an einen radikal denkenden, aber mittellosen jungen Angestellten ihres Onkels, der bald dem Ruf des Goldes nach Kalifornien folgt, sie unwissentlich schwanger zurücklassend. 
Sie folgt ihm als blinde Passagierin im Bauch eines Segelschiffes, unterstützt vom ehemaligen Schiffskoch des zweiten Bruders ihrer Adoptivmutter, einem Chinesen und verwitweten Heilpraktiker. Er hilft ihr über eine Fehlgeburt und begleitet sie – selbst auf Glücksuche – ins Innere des Goldgräberlandes. Da Frau zu sein hier das Gleiche bedeutet wie Freudenmädchen, tritt Eliza als Jüngling auf. Auf der Suche nach ihrem Geliebten übt sie die unterschiedlichsten Tätigkeiten aus und findet, nachdem ihr chinesischer Begleiter sich wieder zur Küste begibt, Anstellung als Pianistin in einem Wanderbordell. Inzwischen zeigt sich, dass der zweite Bruder von Elizas Adoptivmutter ihr Vater ist. Als Kapitän eines Dampfschiffes bringt er im Auftrag der mit dem Minenbesitzer durchgebrannten Tochter des Großgrundbesitzers in Eis gepackte Nahrungsmittel von Chile nach Kalifornien und trifft dort auf den inzwischen Journalist gewordenen Missionar. Dieser recherchiert unter anderem die Geschichte von Elizas Geliebtem, der Anführer einer räuberischen Rebellentruppe geworden sein soll. Mit der einsetzenden „Zivilisierung“ des „Wilden Westens“ löst sich das Wanderbordell zusehends in Respektabilität auf, und Eliza, immer noch in Männerkleidung, schließt sich erneut dem chinesischen Arzt an. 
In San Francisco ist sie ihm behilflich, asiatische Kinderprostituierte zu resozialisieren. Ihre chilenische Familie hat inzwischen länger in dem Glauben gelebt, dass sie tot sei. Als Beweise auftauchen, die das Gegenteil erhärten, rüstet sich ihre Adoptivmutter zur Reise nach Kalifornien. Dort zieht sich inzwischen Eliza für ihren chinesischen Freund erstmals wieder Frauenkleider an. Die Nachricht trifft ein, dass der Anführer der räuberischen Rebellentruppe von den Autoritäten getötet und enthauptet worden sei. Mit dem chinesischen Arzt geht Eliza sich den ausgestellten Kopf anschauen. Als der Arzt sie fragt, ob sie ihren Geliebten darin wiedererkenne, erwidert sie ihm, ohne seine Hand loszulassen, dass sie jetzt frei sei.

## Erfolg
Das Buch war 22 Wochen lang in den Jahren 1999 und 2000 auf dem Platz 1 der Spiegel-Bestsellerliste.

## Sonstiges
Isabel Allende selbst äußerte sich zur Protagonistin Eliza wie folgt: „Elizas Reise steht dafür, was mit uns Frauen geschehen ist: Wir mussten unser Korsett abstreifen und uns >vermännlichen<, um dann wieder zu unseren Frauenkleidern zurückzukehren - dieses Mal ohne Korsett!“
Fortunas Tochter kann als die Urgeschichte des Weltbestsellers Das Geisterhaus verstanden werden. Hier werden die Wurzeln gelegt, aus denen sich später die Handlungen und Inhalte des Geisterhauses konzipieren.